# سن-لازار، کبک
سن-لازار (به فرانسوی: Saint-Lazare) شهرکی در منطقه شهری وودروی-سولانژ ناحیه مونترژی در استان کبک کانادا است. در سرشماری سال ۲۰۱۱ این شهرک ۱۵٬۹۵۴ نفر جمعیت داشته‌است و مساحت آن ۶۷٫۵۹ کیلومتر مربع است.